# Yuji Kitajima
Yuji Kitajima (北島 祐二 Kitajima Yuji?), född 4 augusti 2000 i Fukuoka prefektur, är en japansk fotbollsspelare.
Kitajima började sin karriär 2019 i Avispa Fukuoka.